# Oued Merguellil
El oued Merguellil (àrab: وادي مَرْق اللِّيل, wādī Marq al-Layl, pronunciat localment Marg al-Līl) és un riu de Tunísia, que generalment és sec bona part de l'any. Es tracta més que d'un riu d'una sèrie de torrents que drenen la regió del Djebel Ousselat, tot i que el seu origen és més a l'oest a la vora de Maktar. Els torrents són controlats per l'embassament de El Houareb, que pren el nom de la vila d'El Houareb, uns 12 km al sud-est de Haffouz i 30 km al sud-oest de Kairuan. Més avall, el riu continua recollint les aigües dels torrents del Djebel Cherichira (especialment el oued Cherichira) i del Djebel Baten, i s'extingeix prop de Kairuan. El seu curs com a riu és de 30 km, però el total és de 85 km. Les avingudes d'aigua que porta acaben en part a la Sabkhat Kelbia, mentre altres s'ajunten al oued Zeroud que corre paral·lel, 15 km més al sud.
Durant l'època romana la zona era intensament conreada i avui el reg es destina a la producció d'olivera i albercoc.
La pluviometria reduïda de la regió fa que no porti aigua a l'estiu, però provoca inundacions a la tardor, quan la pluja cau en quantitat i en poc temps. La construcció de l'embassament ha posat en regadiu la zona i ha evitat inundacions, però ha reduït l'aigua de les napes freàtiques, que estan sobreexplotades.